# Francis Arundale
Pour les articles homonymes, voir Arundale.
Francis Arundale (9 août 1807 - 9 septembre 1853), est un dessinateur d'architecture, un aquarelliste et un peintre anglais.

## Biographie
Il naît à Londres et étudie avec Auguste Charles Pugin, puis l'accompagne en Normandie, réalisant des dessins pour une description de la tournée que Pugin publie. En 1831, Francis Arundale se rend en Égypte, avec Robert Hay et en 1833, il rejoint Frederick Catherwood et Joseph Bonomi, dit le Jeune, dans leur tournée en Terre sainte, remplissant de nombreux portfolios de dessins des intéressants monuments et ruines de Palestine. Il se rend ensuite en France et en Italie et passe plusieurs hivers à Rome. Il fait des dessins d'objets intéressants dans les villes d'Italie, en Grèce, en Sicile et en Asie mineure. Il exécute quelques peintures à l'huile à partir de ses croquis orientaux.
A Londres, il formera artistiquement le peintre et illustrateur Pierre Méjanel. 
Il meurt à Brighton, en 1853.